# Altaï méridional (langue)
L'altaï méridional, ou oïrote (en russe : Южно-алтайский язы́к, en altaï méridional : Алтай тил), est un groupe de dialectes turciques parlé dans la république en Russie asiatique.  Elle est la langue officielle de la république de l'Altaï. Jusqu'en 1948, elle s'appelait oïrote. 
Selon le recensement en Russie de 2021, 68 700 personnes étaient locuteurs de l'Altaï du sud.
Il contient des similitudes avec l'altaï du Nord, et est traditionnellement considéré comme un dialecte d'une seule et unique langue altaïe, bien que les deux idiomes ne soient pas mutuellement compréhensibles,.

## Classification
L'altaï du sud fait partie de la famille des langues turques. Au sein de cette famille, il y a eu diverses tentatives de classification de l'Altaï, mais toutes ne s'accordent pas sur sa position car il présente un certain nombre de caractéristiques ambiguës.  En raison de certaines similitudes avec le kirghize, certains érudits regroupent l'Altaï avec le sous-groupe kirghize-kiptchak des langues kiptchaks. 